# Miscellaneous Charge Order
Ein Miscellaneous Charge Order oder MCO wird von Fluggesellschaften für die Abrechnung von Gebühren verwendet, die nicht direkt mit einem Ticket abgerechnet werden können.  Dazu gehören beispielsweise Gebühren für Übergepäck oder Umbuchungsgebühren.
MCOs werden heutzutage kaum noch von Hand ausgestellt.  Weiter verbreitet ist die Ausstellung über einen sogenannten ATB-Drucker.  Neuerdings werden auch „virtuelle“ MCOs ausgestellt, ähnlich wie Elektronische Tickets.